# Hessisches Institut für Landesgeschichte
Das Hessische Institut für Landesgeschichte (bis 2022: Hessisches Landesamt für geschichtliche Landeskunde [HLGL]) in Marburg ist eine Dienststelle im Geschäftsbereich des Hessischen Ministeriums für Wissenschaft und Kunst. Es betreibt Forschungen zur Landesgeschichte seit dem Mittelalter, auch in vergleichender Perspektive.

## Geschichte
Die Gründung erfolgte 1920 noch außerhalb der öffentlichen Verwaltung. Dabei gaben die Forschungen zum Geschichtlichen Atlas von Hessen und Nassau einen wichtigen Impuls. Dieses Projekt wurde von der Historischen Kommission für Hessen und Waldeck in Auftrag gegeben und zunächst von Edmund Ernst Stengel geleitet. Seit 1926 existierte das Institut für geschichtliche Landeskunde in Hessen und Nassau an der Philipps-Universität Marburg. Der Nachfolger Stengels, Theodor Mayer, war seit 1938 treibende Kraft, um das Institut in eine staatliche Behörde umzuwandeln. Zwischen 1942 und 1953 war die Organisation in Trägerschaft des Bezirksverbands Kassel. Danach wurde sie in eine unmittelbare Landesbehörde im Bereich des Kultusministeriums umgewandelt.

## Leitung und Mitarbeiter
Von 1964 bis 1974 war Walter Schlesinger und von 1974 bis 1991 Fred Schwind Leiter des Landesamts. Von 1995 bis 2021 war Ursula Braasch-Schwersmann die Dienststellenleiterin. Von 2021 bis 2024 war Sabine Mecking als Universitätsprofessorin für Landesgeschichte zugleich auch Direktorin des Landesamts bzw. außeruniversitären Instituts. Kommissarischer Leiter war Holger Th. Gräf. Mitarbeiter waren u. a. Otto Volk, Ulrich Reuling und Niklot Klüßendorf.
Seit 1. März 2025 ist Benjamin Müsegades neuer Direktor des Hessischen Instituts für Landesgeschichte.

## Aufgaben
Das Landesamt hat die Aufgabe, Grundlagen der Geschichte Hessens vom Beginn im frühen Mittelalter bis zur Gegenwart zu erschließen und zu vermitteln. Die Einrichtung betreibt und fördert im Kontext überregionaler Forschung die geschichtliche Landeskunde im Gebiet des heutigen Bundeslandes wissenschaftlich. Sie untersucht die aus historischen Gründen stark differenzierte Landesgeschichte und ist im Bildungsbereich tätig. Dafür ist ab 2020/21 eine Universitätsprofessur für Hessische Landesgeschichte vorgesehen.
Das Landesamt vermittelt seine Forschungsarbeiten in Fachkreisen, an den akademischen Nachwuchs sowie an eine breite Öffentlichkeit. Es publiziert gedruckt und online: In eigenen Schriftenreihen sowie über das Landesgeschichtliches Informationssystem Hessen (LAGIS), in dem wissenschaftlich gesicherte Informationen zu vielfältigen Aspekten der hessischen Geschichte im Internet zur Verfügung gestellt werden.
Der Geschichtliche Atlas von Hessen wurde seit 1960 in einer Reihe von Teillieferungen veröffentlicht. Insgesamt erschienen 53 Blätter mit 79 Karten. Das Projekt wurde 1984 mit dem zugehörigen Text- und Erläuterungsband abgeschlossen. Die Zusammenarbeit zwischen Landesgeschichtsschreibung und Kartographie wird mit dem Projekt des hessischen Städteatlas fortgesetzt. Seit 1962 ist dem Landesamt die Forschungsstelle für geschichtliche Landeskunde Mitteldeutschlands als eigene Abteilung angegliedert, die maßgeblich unter Walter Schlesinger aufgebaut worden war. Die Bibliothek der Abteilung umfasst mehr als 48.000 Bände.
Die Erschließung und Vermittlung geschichtlicher Landeskunde erfolgt durch Langzeitprojekte:
- Hessischer Städteatlas
- Historisches Ortslexikon des Landes Hessen
- Landesgeschichtliches Informationssystem LAGIS

## Publikationen
- Schriften des Hessischen Landesamtes für geschichtliche Landeskunde
- Untersuchungen und Materialien zur Verfassungs- und Landesgeschichte
- Hessisches Jahrbuch für Landesgeschichte
- Landesgeschichtliches Informationssystem Hessen LAGIS (Online-Publikation), Lexika und Wörterbücher, Atlanten und Karten, Ansichten und Bilder, thematisch orientierte Module (z. B. Grabdenkmäler, Jüdische Friedhöfe, Topografie des Nationalsozialismus in Hessen, Zeitgeschichte in Hessen), Literatur und Links, Quellen
  - Historisches Ortslexikon des Landes Hessen[7] fortgeführt online.
  - Hessischer Städteatlas[8] fortgeführt online.
  - Geschichtlicher Atlas von Hessen, auch online.